# Voeltzkowia mira
Voeltzkowia mira là một loài thằn lằn trong họ Scincidae. Loài này được Boettger mô tả khoa học đầu tiên năm 1893.